# Rio Apurema

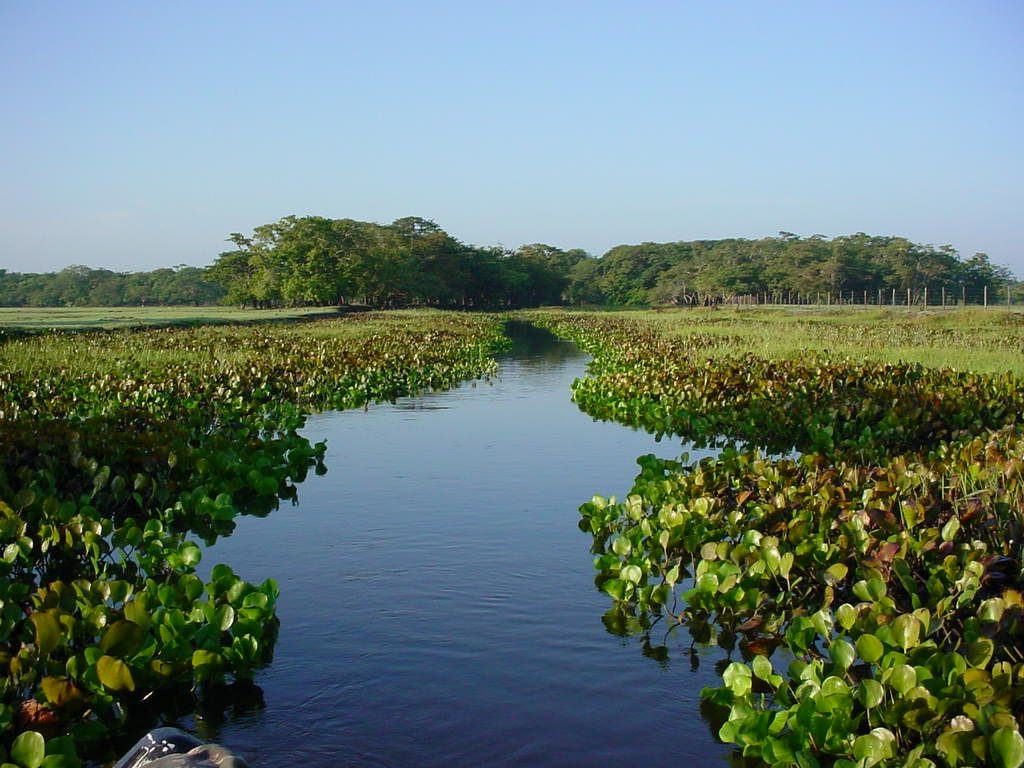
Situé dans la commune de Tartarugalzinho, en amont de la rivière Aporema, riche en espèces aquatiques.

Le rio Apurema est un cours d'eau brésilien qui baigne l'État d'Amapá. Il prend sa source et arrose la municipalité de Tartarugalzinho. C'est un affluent de la rive gauche du rio Araguari.